# Auggie Wren’s Weihnachtsgeschichte
Auggie Wren’s Weihnachtsgeschichte ist eine Kurzgeschichte des US-amerikanischen Autors Paul Auster. Sie erschien erstmals in der Weihnachtsausgabe der New York Times im Jahr 1990. Aufgrund dieser Geschichte ergab sich ein Kontakt zwischen Auster und dem Regisseur Wayne Wang, in dessen Folge 1995 der Film Smoke gedreht wurde. Gegen Ende des Films erzählt einer der Hauptprotagonisten – Auggie Wren (gespielt von Harvey Keitel) – dem zweiten Protagonisten, dem Schriftsteller Paul Benjamin, Auggie Wren's Weihnachtsgeschichte. Im weiteren Verlauf des Films wird die Geschichte ohne Worte gezeigt, wobei das Stück Innocent When You Dream von Tom Waits läuft.

## Rezensionen
Auf Literaturcafe.de wird die Geschichte im Dezember 2015 als „der moderne Weihnachtsklassiker“ bezeichnet. Entsprechend dem Titel der Besprechung „Wahrheit und Wirklichkeit“ wird mehrfach auf die Vermischung von Realität und Fiktion abgehoben: „Die Realität wird zur Fiktion, und selbst innerhalb der Fiktion stellt sich auf mehreren Ebenen die Frage nach der Wahrheit.“ Die Besprechung endet damit, dass Tom Waits über seinen Song Innocent when you dream sagt, dass das ganze Lied eine Lüge sei, „was wiederum wunderbar zu Austers Geschichte passt“.

## Ausgaben
- Originalausgabe enthalten in The New York Times vom 25. Dezember 1990
- Enthalten im Film Smoke von 1995, Drehbuch: Paul Auster, Regie: Wayne Wang, erzählt von Harvey Keitel
- Enthalten im Drehbuch zu Smoke: Smoke & Blue in the Face: Two Films. Faber&Faber, London 1995, ISBN 0-571-17569-4 (englisch)
  - Enthalten in Übersetzung: Smoke & Blue in the Face: zwei Filme. Dt. von Werner Schmitz. Rowohlt, Reinbek 1995, ISBN 3-499-13666-X (Enthält beide Drehbücher und ein Interview mit Paul Auster)
- Auggie Wrens Weihnachtsgeschichte. Dt. von Werner Schmitz. Rowohlt Verlag, Reinbek 2008, ISBN 978-3-499-24863-4.